# Chiara Badii
Chiara Badii (Montevarchi, 30 de dieciembre de 2007) es una deportista italiana que compite en gimnasia rítmica, en la modalidad de conjuntos. Ganó dos medallas en el Campeonato Europeo de Gimnasia Rítmica de 2025, oro por equipo y bronce en la prueba de 5 con cinta.

## Palmarés internacional
| Campeonato Europeo | Campeonato Europeo | Campeonato Europeo | Campeonato Europeo |
| Año                | Lugar              | Medalla            | Prueba             |
| ------------------ | ------------------ | ------------------ | ------------------ |
| 2025               | Tallin (Estonia)   | Medalla de oro     | Equipo             |
| 2025               | Tallin (Estonia)   | Medalla de bronce  | 5 con cinta        |